# Hóspedes da Noite
Hóspedes da Noite é um documentário de Moçambique de 2007 dirigido por Licínio Azevedo.

## Sinopse
Na era colonial, o Grande Hotel da cidade da Beira era o maior de Moçambique: 350 quartos, suites luxuosas, piscina olímpica… Actualmente o prédio está em ruínas, sem electricidade e sem água canalizada, e é habitado por 3500 pessoas. Algumas vivem lá há vinte anos. Os quartos, os corredores, as cozinhas, e até as arcas frigoríficas e as casas de banho, servem de casa. Mas não há sombra de tristeza ou vergonha neste documentário luminoso.

## Festivais
- Afrika Camera, Polónia
- Africa in the Picture, Holanda
- DokLeipzig, Alemanha
- Montreal Film Festival, Canadá
- Torino Film Festival, Itália

## Prémios
- Fipa de Ouro no FIPA - International Festival of Audiovisual Programs, França[ligação inativa] (2008)
- Melhor Documentário no Festival Africa Taille XL, Bélgica (2009)
- Filme de encerramento do Input Festival, África do Sul